# Ximena Romo
Ximena Romo Mercado (Cidade do México, 14 de abril de 1990) ou mais conhecida como Ximena Romo, é uma atriz mexicana.

## Biografia
Ximena debutou no cinema em 2008, pela mão de Gerardo Naranjo, no filme Voy a explotar, onde interpretou a personagem Lucia. Logo depois, ela participou dos filmes Oveja negra (2009), do diretor Humberto Hinojosa Ozcariz e Amaneceres oxidados (2010), dirigida por Diego Cohen. Ela também participou da série Soy tu fan, onde interpretou Mila.
Em 2014 estreou na tv na novela El color de la pasión, onde interpretou uma das vilãs da história. 

## Carreira

### Telenovelas
- Amor de la calle (2020) - Ana Lucía Ballesteros
- Vencer el silencio (2020) - Camila León
- Yago (2016) - Ámbar Madrigal
- El color de la pasión (2014) - Nora Gaxiola Murillo

### Séries
- Dos Lunas (2014) - Soledad
- Alguien más (2013) - Laura
- Soy tu fan (2011) - Mila

### Cinema
- Como se fosse a primeira vez (2019) - Luci
- Gloria (2015) - Aline Hernández
- Amaneceres Oxidados (2010)
- Oveja Negra (2009) - María
- Voy a Explotar (2008) - Lucía

## Ligações Externas
- Ximena Romo. no IMDb.